# Chojnicei csata (1939)
A chojnicei csata 1939. szeptember 1-jén Lengyelország német megszállásának első napján zajlott le. A Stanisław Grzmot-Skotnicki vezetése alatt működő Czerski hadműveleti csoportot azzal bízták meg, hogy védelmezze a Chojnice városában álló kommunikációs központot, amely a Pomorze hadsereg déli szárnyával való kapcsolattartásban nélkülözhetetlen volt. A lengyel hadsereg 16–17 óráig tudta tartani az állásait. Ekkor kaptak parancsot, hogy vonuljanak vissza Rytel irányába.